# Manne Siegbahn

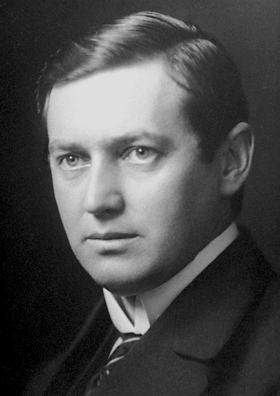
Manne Siegbahn (1924)

Karl Manne Georg Siegbahn (* 3. Dezember 1886 in Örebro, Schweden; † 26. September 1978 in Stockholm) war ein schwedischer Physiker und Nobelpreisträger.

## Leben
Manne Siegbahn war Sohn des Stationsvorstehers der schwedischen Eisenbahn in Örebro Nils Reinhold Georg Siegbahn und dessen Frau Emma Sofia Mathilda Zetterberg. Er ging 1906 an die Universität Lund und schloss sein Studium 1911 mit dem Doktortitel über Magnetische Feldmessung ab. Nachdem er bereits von 1907 bis 1911 als Assistent von Johannes Rydberg gearbeitet hatte, wurde er nach seiner Promotion Dozent und 1915 Assistenzprofessor. Nach dem Tode Rydbergs 1919 wurde er zum Professor ernannt und übernahm dessen Lehrstuhl. 1922 wurde er zum korrespondierenden Mitglied der Göttinger Akademie der Wissenschaften gewählt. 1923 wechselte Siegbahn an die Universität Uppsala und wurde 1937 zum Forschungsprofessor der Königlich Schwedischen Akademie der Wissenschaften ernannt. Zwischen 1938 und 1947 war er Präsident der International Union of Pure and Applied Physics (IUPAP).
Manne Siegbahn heiratete 1914 Karin Högbom und hatte zwei Söhne. Sein Sohn Bo (1915–2008) ging in den diplomatischen Dienst und war unter anderem Botschafter in Marokko. Sein Sohn Kai (1918–2007), wie sein Vater Physiker, wurde 1981 ebenfalls mit dem Nobelpreis ausgezeichnet.

## Werk
Nachdem sich Siegbahn von 1908 bis 1912 mit Problemen der Elektrizität und des Magnetismus beschäftigt hatte, wandte er sein Interesse in der Folgezeit der Röntgenspektroskopie zu. Seine Verbesserungen in Aufbau und Methodik der Experimente führten zu einer deutlichen Steigerung der Messgenauigkeit und zusammen mit der zur gleichen Zeit entwickelten Quantenmechanik zu einem vollständigen Verständnis des Schalenaufbaus der Atome. Er fasste seine Ergebnisse in dem 1923 erschienenen Buch Spektroskopie der Röntgenstrahlen zusammen, einem Klassiker der wissenschaftlichen Literatur. Er wurde 1924 mit dem Nobelpreis für Physik „für seine röntgenspektroskopischen Entdeckungen und Forschungen“ ausgezeichnet.
Nach seinem Wechsel an die Akademie richtete er deren Aktivitäten auf die Kernphysik aus und initiierte den Bau eines Zyklotrons zur Beschleunigung von Deuteronen, eines Hochspannungsgenerators, mehrerer neuer Typen von β-Spektrometern und eines Elektronenmikroskops. Mit dieser Ausrüstung nahm das Institut eine führende Rolle in der Erforschung des Atomkerns und der radioaktiven Strahlungsprozesse ein.

## Auszeichnungen
1924 erhielt Siegbahn den Nobelpreis für Physik „für seine röntgenspektroskopischen Entdeckungen und Forschungen“. 1934 erhielt er die Hughes-Medaille, 1940 die Rumford-Medaille der Royal Society, in die er 1954 als „Foreign Member“ gewählt wurde. 1953 wurde er Ehrenmitglied (Honorary Fellow) der Royal Society of Edinburgh. 1948 wurde er mit der Duddell-Medaille der Physical Society of London ausgezeichnet; 1969 in die American Academy of Arts and Sciences gewählt.